# Kassandras syndrom
Kassandras syndrom, eller kassandrakomplex, är en term som används om framtida förutsägelser som inte blir trodda men efter senare reflektion visar sig vara sanna. Detta betyder en tendens bland människor att inte tro på dåliga nyheter, vanligtvis genom förnekelse. Personen som gjort förutsägelsen är fast i ett dilemma med kunskapen om vad som kommer att hända men inte kunna lösa problemet utan samarbete med andra.
Ursprunget till namnet kommer från Kassandra, som förutsåg Trojas förstörelse utan att någon trodde henne.